# A Garota da Terra do Vento
A Garota da Terra do Vento (em italiano Nihal della terra del vento) é o primeiro livro da Saga Crônicas do Mundo Emerso da escritora italiana Licia Troisi. Este livro conta o início das aventuras de Nihal, a garota de "cabelos azuis e orelhas pontudas" na busca para se tornar um cavaleiro de Dragão do mundo Emerso durante a guerra contra o Tirano e seu exército do mal.

## Resumo
Nihal, protagonista da história, é uma jovem semielfo que vive em Salazar, a torre da cidade capital da Terra do Vento, uma das nações do Mundo Emerso. Sendo uma semielfo, ela tem uma aparência diferente de outras crianças com quem ela brinca. Nihal tem cabelos azul metálico, olhos violeta e orelhas pontudas. Ela vive com Livon, um ferreiro e armeiro, que para ela é seu pai pois desconhece ainda sua natureza. Um dia ele conhece Senar, um mago aprendiz. Nihal e Senar duelam e como prêmio o vencedor fica com o punhal que Livon deu a Nihal, porém Nihal não sabia que Senar era um mago perde quando o rapaz usa um feitiço, com isso ela também quer aprender a arte da magia para poder se vingar de Senar. Ela então vai a floresta lugar onde sua tia Soana, poderosa feiticeira e membros do Conselho de Magos, para ser ensinada nas artes arcanas, mas descobre que Senar é aprendiz de sua tia mesmo assim ela decide aprender com sua tia para pode se vingar de Senar. Três anos depois Senar se torna oficialmente um mago e ele e Nihal são melhores amigos. Nihal conhece a carnificina da guerra com 15 anos. Quando Salazar é queimada e arrasada, Livon morreu tendo protegÊ-la de dois fâmins que entram em sua casa enquanto eles se preparam para fugir de Salazar, Nihal mata os dois fâmins com sua espada negra, presente de Livon, e foge de Salazar pelos dutos de esgoto. Antes do pai ser morto um os fâmins reconheceram Nihal como uma semi-elfo e quando ela já está a salvo na floresta Soana revela a verdade sobre seu passado sobre os Semielfos, exterminados no passado pelos exércitos Tirano. Soana conta que a encontrou recém-nascida numa aldeia de semielfos, junto com sua mestra Reis, após ter sido arrasada nos braços de sua mãe morta, que em seguida, confiou à sua vida a Livon seu irmão.
Cega pelo desejo de vingança Nihal decide se torna uma Cavaleiro de Dragão, ela então pede ajuda ao Cavaleiro de Dragão Fen, por quem está apaixonada mesmo sendo namorado de sua tia, para ser aceita na Academia que treina os futuros Cavaleiros de Dragão, a academia militar fica em Makrat capital da Terra do Sol, onde os soldados são recrutados para os exércitos das terras livres contra o Tirano. O Supremo General Raven não deixa ela entrar na academia por ser uma garota. Com tenacidade extraordinária, Nihal não desiste e permanece na sede da Ordem até que Raven decide levá-la, desde que demonstre suas habilidades ao derrotar dez dos melhores guerreiros da Academia. Dano tremendo show de habilidade no combate Nihal passa no teste impostas por Raven, embora com alguma dificuldade no último por se tratar de um mercenário contratado por Raven para impossibilitar a entrada de Nihal na academia. Senar, após dias de estudo intenso, é recebido no Conselho dos Magos, pois Soana sai do conselho para pode procurar Reis e indica Senar para assumir seu lugar, apesar da sua pouca idade Senar se torna um conselheiros.
Dentro da Academia Nihal aprende diversas técnicas de luta que antes eram desconhecidas para ela, e melhora consideravelmente. Inicialmente, ela estava desconfortável naquele ambiente, desaprovada por qualquer pessoa e discriminada por ser uma mulher e porque era considerada diferente. Na academia Nihal faz amizade com Laio e com o instrutor de combate Parsel. Nihal e outros cadetes são então testados em um combate real para ser decidido quem poderia ser instruído por um Cavaleiro de Dragão para então se torna um. Nihal tem uma performance impressionante e é aprovada ao contrário de Laio que era o pior cadete da academia pois estava lá por causa do pai, mas nesta mesma batalha o Cavaleiro Fen morre deixando Nihal totalmente arrasada.
O General Supremo decide enviá-la ao gnomo Ido, cavaleiro do dragão, para que seja seu mestre e complete a formação. Ido treina Nihal não só no combate mas também tenta ensinar como se porta em um campo de batalha. Como ele sabe realmente a guerra acarreta. Após várias derrotas Senar propõe ao Conselho dos Magos para que façam uma expedição ao Mundo Submerso embusca de reforços. O conselho então decide que apenas Senar deve ir pois os povos do Mundo Submerso havia abandonado o Mundo Emerso há muito tempo e que ninguém sabia como chegar até eles. Ido acredita que Nihal ainda não está totalmente pronta para o combate, pois é guiada apenas pela vingança. Então obriga Nihal a tirar uma licença, após uma batalha que Nihal quase morre, para que ela fique longe do campo de batalha e decida se ela realmente quer continuar sendo guiada pelo desejo de vingança.
Ainda ferida Nihal decide se afastar do campo de batalha e sai sem rumo. Uma noite então ela salva Jona de dois lobos, Nihal acaba sendo ferida por um dos lobos pois estava passando mal por causa de seu outro ferimento. Ela leva o Jona até a casa dele mas acaba desmaiando. A mãe de Jona, Elêusi, cuida de Nihal até ela se recuperar. Ela estabelece um bom relacionamento com ambos chega a morar com eles por três meses mesmo já estando totalmente recuperada, mas ela volta para Ido pois percebe que seu destino é lutar e já não se sente guiada pelo desejo de vingança apesar de não ter encontrado um novo motivo para batalhar.